# Neu5Gc
N-Glycolylneuraminsyre (Neu5Gc) er en sialinsyre, der findes i de fleste pattedyr, men ikke i mennesket. Mennesket kan ikke producere Neu5Gc på grund af en mutation, der formentlig skete for mellem to og tre millioner år siden, lige før evolutionen af slægten Homo.
Neu5Gc findes som en del af mange glycoconjugater som glycoproteiner og gangliosider.

## Cancerrelation
Neu5Gc kan være et bindeled mellem stort indtag af rødt kød og coloncancer. Undersøgelser med mus, der ligesom mennesket ikke kan producere Neu5Gc, viser at fodring med Neu5Gc giver større forekomst af cancer.

## Eksterne links og referencer
1. ↑  Red meat sugar molecule increases cancer risk in mice. Science Alert, 2015

- Sialic Acid and Evolution, Glycoforum